# Paul Hofmeister
Paul Hofmeister (* 24. Juni 1875 in Rottenburg am Neckar; † 23. Juli 1957) war ein württembergischer Oberamtmann.

## Leben
Paul Hofmeister machte 1894 in Ehingen sein Abitur. Von 1894 bis 1898 studierte er in Tübingen und Berlin Jura und war seitdem Mitglied der katholischen Studentenverbindungen Alamannia Tübingen und Askania Berlin im KV. 1899 legte er die höhere Verwaltungsdienstprüfung und 1901 die höhere Justizdienstprüfung ab. 1901 trat Paul Hofmeister in die württembergische Innenverwaltung ein. Von 1909 bis 1918 war er Amtmann in Göppingen, Aalen und Cannstatt. Nach einer kurzen Zeit als Amtsverweser in Oberndorf und Maulbronn wurde er 1920 Oberamtmann beim Oberamt Neresheim und 1921 beim Oberamt Tettnang. 1937 ging Hofmeister in den vorzeitigen Ruhestand.